# هامبورگ سود
هامبورگ سود (به آلمانی: Hamburg Süd) یک کشتیرانی در مسیرهای تجارت اقیانوس شمال-جنوب، که به شرکت مرسک لاین فروخته شد.

## تاریخچه
در سال ۱۸۷۱ شرکت کشتیرانی آمریکای جنوبی هامبورگ به عنوان یک شرکت سهامی با یازده نماینده از خانه بازرگانی هامبورگ تأسیس شد. سه کشتی بخار به خدمات ماهانه به برزیل می‌رفتند.

تا سال ۱۹۱۴ این شرکت بیش از ۵۰ فروند کشتی را اداره می‌کرد. جنگ جهانی اول منجر به از بین رفتن همه کشتی‌های هامبورگ سود شد و این شرکت مجبور شد دوباره با کشتی‌های اجاره‌ای شروع به کار کند.

در اوایل دهه ۱۹۵۰ شرکت‌ها شروع به حمل و نقل جاده‌ای و حمل تانکر و منجر به رشد کلاهای یخچالی شدند. در سال ۱۹۵۵، شرکت  آگوست اوتکر به این شرکت علاقه‌مند شد و با گسترش سریع خدمات هوایی و مسافر کار را آغاز کرد.

خدمات کشتیرانی در سال ۱۹۵۷ بین آمریکای شمالی و استرالیا-نیوزیلند آغاز شد و کلمبوس نیوزلند اولین کشتی کانتینربری بود که در سال ۱۹۷۱ به خطوط تجاری در این منطقه متصل شد.

در سال ۲۰۰۱ با آغاز دهه جدید کشتی‌های جدید کیپ سن را در خدمت گرفت. آن‌ها ۲۵۷ متر طول دارند و ظرفیت ذخیره‌سازی آن‌ها ۳٬۸۰۰ بارگنج بیست‌پایی است.

در ۱ ژانویه ۲۰۰۵ نام تجاری الرمن توسط نام تجاری هامبورگ سود جهانی شد.

در سال ۲۰۱۶ با ۱۴۵ سال سابقه در حالی که با سه کشتی بخار در سال ۱۸۷۱ تأسیس و در یک سرویس منظم بین هامبورگ و آمریکای جنوبی فعالیت داشتند، در حال حاضر این شرکت دارای ۱۷۷ کشتی در سراسر جهان و حدود ۶٬۳۰۰ کارمند است.

## پیوستن به مرسک
به دنبال تصویب قرارداد خرید و فروش از سوی اعضای هیئت مدیره گروه کشتیرانی مرسک دانمارک و شرکت  آگوست اوتکر آلمان قیمت خرید کشتیرانی هامبورگ سود آلمان را چهار میلیارد و سی میلیون دلار (سه میلیارد و هفتصد میلیون یورو) اعلام کرد. با پیوست کشتیرانی هامبورگ سود آلمان به کشتیرانی مرسک دانمارک تعداد شناورهای کشتیرانی ناوگان مرسک به ۷۴۱ فروند شناور با میانگین سنی ۷ تا ۸ سال افزایش خواهد یافت.

## جوایز
در زیر فهرست بخشی از جوایز و عناوین شرکت هامبورگ سود وجود دارد:

### ۲۰۱۷
- بهترین خط کشتیرانی سبز - جشنواره ترابری، لجستیک و زنجیره تأمین آسیایی ۲۰۱۷
- جایزه دوگل - رده ترابری دریایی * برنامه ممتاز ترابری دریایی
- جایزه برتر - رده حوادث صفر
- جایزه گروه ۲۰۱۷ - رده قهرمان جهانی
- بهترین نماد تجاری لجستیک - شرکت‌های کشتیرانی
- بهترین خط کشتیرانی ۲۰۱۷

### ۲۰۱۶
- گواهی حمل سبز
- جایزه دایره آبی
- تلاش برای جایزه کیفیت
- جایزه صادرات - رده خدمات عالی برای صادرات
- برنامه کاهش سرعت کشتی بندر لس آنجلس
- جشنواره عملکرد ترابری اقیانوس - مقام ارشد ترابری